# Sinsemilia

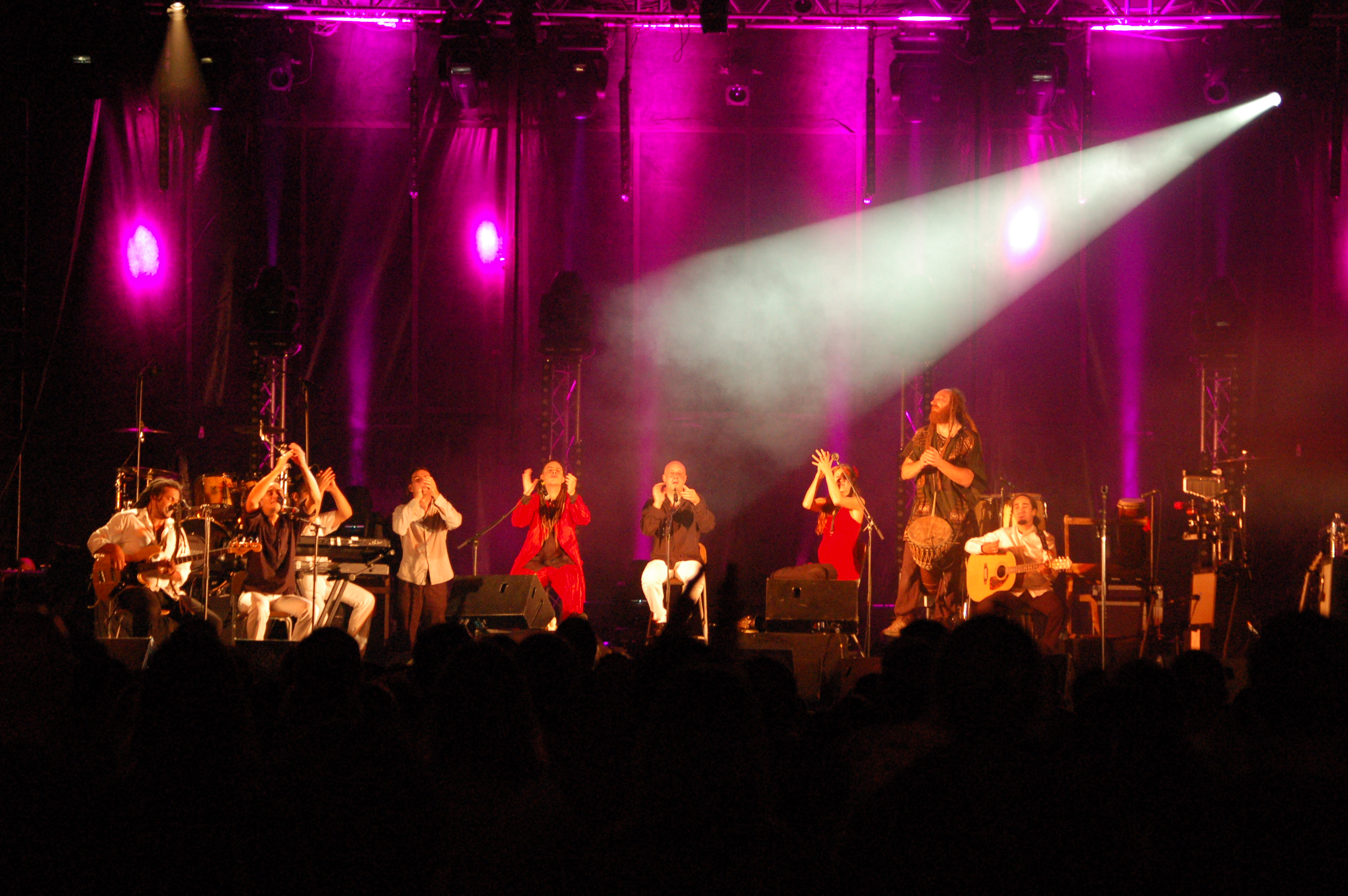
French band Sinsemilia, Live in Saint-Ouen (France), 19 september 2009.

Sinsemilia é uma banda Reggae de Grenoble, França.

## Discografia
- 1996 Première Récolte
- 1998 Résistance
- 2000 Tout c'qu'on a
- 2002 Sinsemilia part en live
- 2004 Debout, les yeux ouverts